# Karl Scheele (Mediziner)

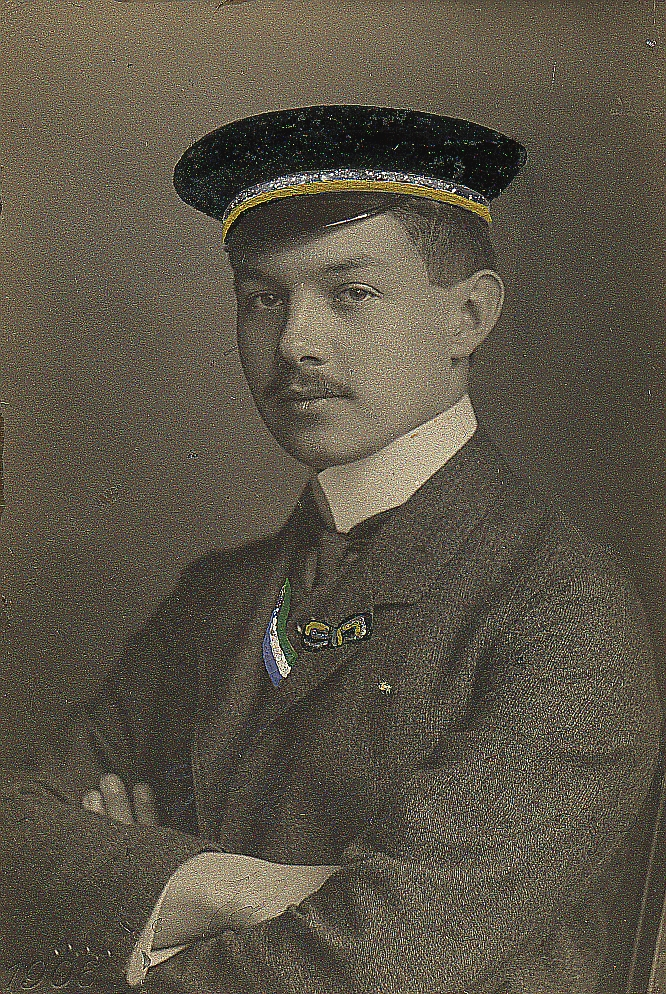
Karl Scheele (1921)

Karl Scheele (* 20. Mai 1884 in Emmerich; † 13. August 1966 ebenda) war ein deutscher Chirurg.

## Leben
Karl Scheele war der Sohn von Ewald Scheele und Clara von Gimborn. Scheele wuchs in Barmen auf, wo sein Vater als Chemiker tätig war. Nach dem Abitur studierte er 1904–1906 zunächst an der Ludwig-Maximilians-Universität München Rechtswissenschaft. 1905 wurde er im Corps Isaria aktiv. Als Inaktiver wechselte er zum Studium der Medizin. Er kehrte nach kurzer Zeit an der Friedrich-Wilhelms-Universität zu Berlin nach München zurück und legte 1912 in Berlin sein medizinisches Staatsexamen ab. Es folgten Approbation und Promotion. Als Schiffsarzt der Goeben fuhr er im Ersten Weltkrieg unter osmanischer Flagge zur See. 1920 habilitierte er sich an der neuen Johann Wolfgang Goethe-Universität Frankfurt am Main mit einer Arbeit über die Chirurgie des Gallengangs. Im selben Jahr heiratete er Annie Seumich. 1921 wurde er Corpsschleifenträger der Austria Frankfurt. 1922 war er Mitgründer der Deutschen Gesellschaft für Unfallchirurgie. Nach Tätigkeit als Privatdozent wurde er 1926 zum a.o. Professor ernannt. 1928 wechselte er als Chefarzt der chirurgischen Abteilung an das Krankenhaus der Huyssens-Stiftung in Essen, wo er bis zum Eintritt in den Ruhestand blieb.

## Ehrungen
- Ehrenmitglied der Deutschen Gesellschaft für Unfallchirurgie (1960)[5].
- Rote Kreuz-Medaille (Preußen) 3. Klasse
- Liakat-Medaille in Silber mit Schwertern
- Türkische Rettungsmedaille
- İmtiyaz Nişanı in Silber mit Schwertern
- Mecidiye-Orden IV. Klasse
- Eiserner Halbmond
- Eisernes Kreuz II. Klasse.
- Karl-Scheele-Straße in Frankfurt am Main

## Werke
- Radiographie der oberen Harnwege, in: Holfelder/Holthusen/Jüngling/Martius/Schinz (Hg.): Ergebnisse der medizinischen Strahlenforschung, Bd. IV, Leipzig 1930.
- Die narbig geschrumpfte Harnblase und ihre plastische Vergrößerung, Leipzig 1941.
- Von der Angst der Kranken, Stuttgart 1949.
- Die Dünndarmringplastik der narbigen Schrumpfblase, Leipzig, 2. Aufl., 1950.